# Świnka Peppa

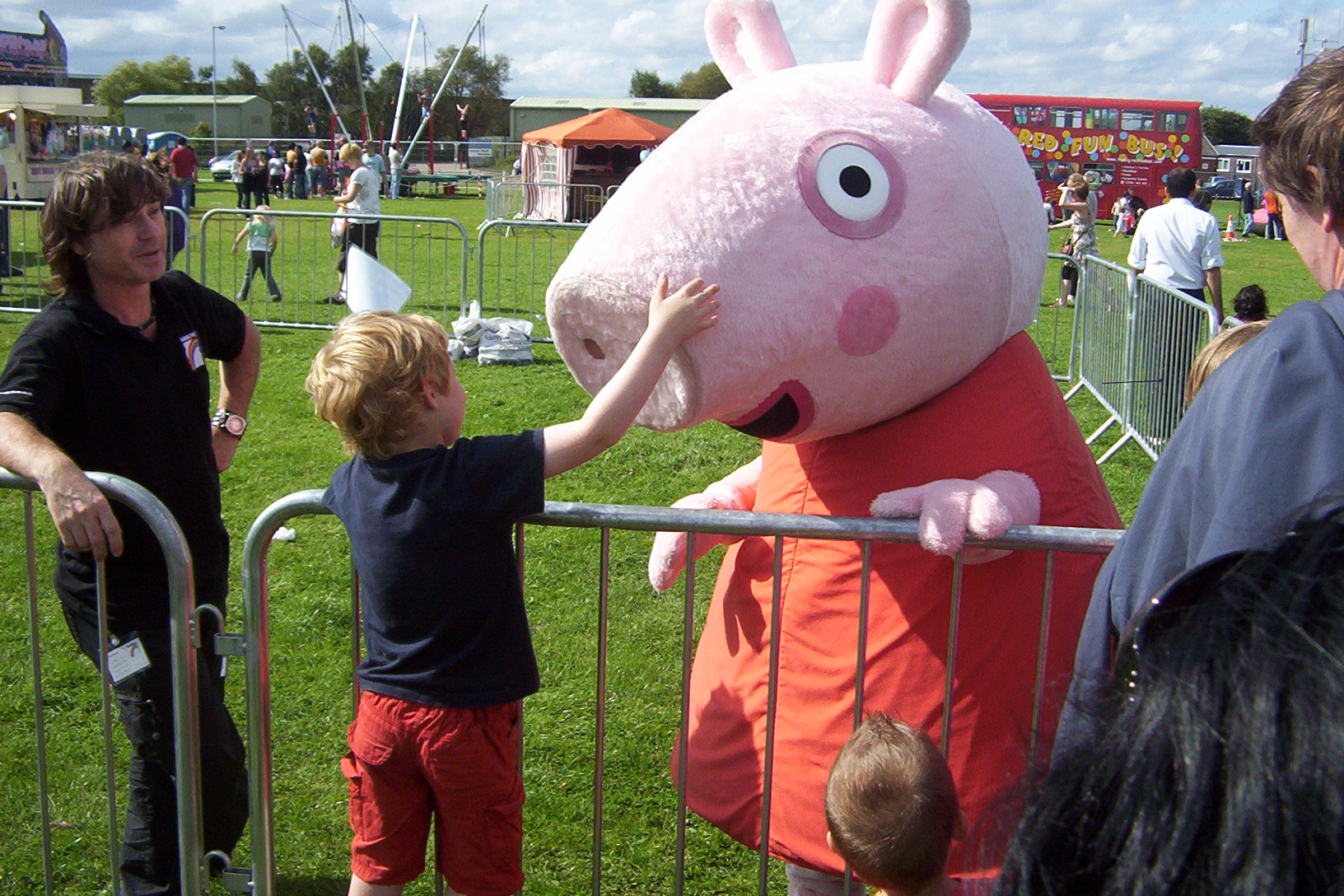
Świnka Peppa w Wielkiej Brytanii

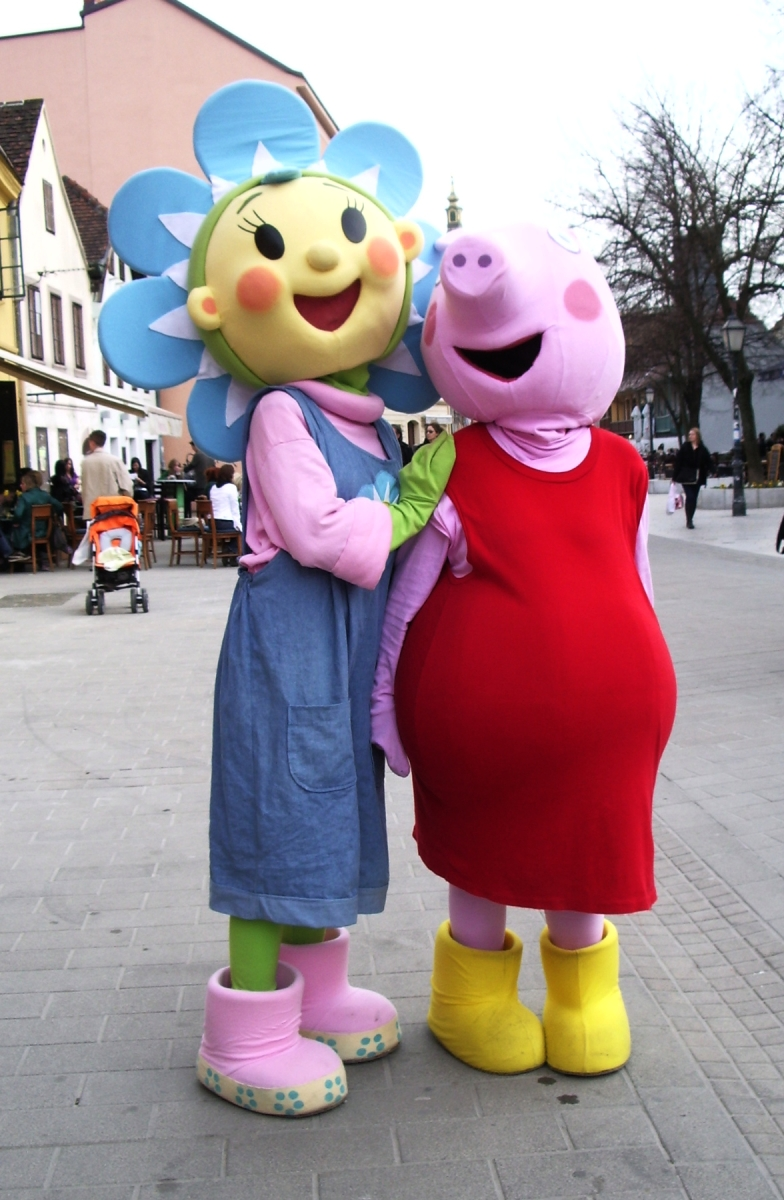
Fifi i Świnka Peppa w Zagrzebiu, Chorwacja

Świnka Peppa (ang. Peppa Pig) – brytyjski serial animowany, opowiadający codzienne życie antropomorficznej świnki Peppy. Serial jest skierowany głównie do dzieci w wieku przedszkolnym.

## Obsada
- Lily Snowden-Fine – Świnka Peppa (seria 1)
- Cecily Bloom – Świnka Peppa (seria 2)
- Harley Bird – Świnka Peppa (serie 3–6)
- Amelie Bea Smith – Świnka Peppa (od serii 7)
- John Sparkes – Narrator
- Morwenna Banks – Mama Świnka/Madame Gazella
- Richard Ridings – Tata Świnka
- Oliver May i Alice May – George
- David Graham – Dziadek/Pan Zebra
- Frances White – Babcia
- David Rintoul – Dr Miś Brown/Dziadek Pies
- Bethan Lindsay (poprzednio Hazel Rudd) – Królik Rebecca
- Meg Hall – Owca Suzy
- George Woolford – Pies Danny
- Harrison Oldroyd – Kucyk Pedro
- Sian Taylor – Zebra Zoé
- Julia Moss – Słonica Emily
- Eloise May – Świnka Chloé
- Zoe Baker – Królik Richard
- Emma Weston – Kotka Candy
- Sarah Anne Kennedy – Mama Królik/Pani Królik
- Andy Hamilton – Dr Słoń
- Johnny Butler – Słoń Edmund

## Spis odcinków
| Nr                | Polski tytuł (wersja dubbingowana – TVP1 TVP ABC) | Polski tytuł (wersja dubbingowana – MiniMini Metro ) | Angielski tytuł                       |
| ----------------- | ------------------------------------------------- | ---------------------------------------------------- | ------------------------------------- |
| SERIA PIERWSZA    |                                                   |                                                      |                                       |
| 001               | Błocko                                            | Zabawy w błocie                                      | Muddy Puddles                         |
| 002               | Zaginiony pan dinozaur                            | Zgubiony pan dinozaur                                | Mr. Dinosaur is Lost                  |
| 003               | Najlepsza koleżanka                               | Najlepsi przyjaciele                                 | Best Friend                           |
| 004               | Papuga Polly                                      | Papuga Polly                                         | Polly Parrot                          |
| 005               | Zabawa w chowanego                                | Zabawa w chowanego                                   | Hide and Seek                         |
| 006               | Świetlica                                         | Przedszkole                                          | The Playgroup                         |
| 007               | Latawiec                                          | Leć latawcu                                          | Flying a Kite                         |
| 008               | Świnka pośrodku                                   | Świnka w środku                                      | Piggy in the Middle                   |
| 009               | Gdzie są okulary Taty?                            | Zagubione okulary Taty                               | Daddy Loses his Glasses               |
| 010               | W ogródku                                         | Ogrodnictwo                                          | Gardening                             |
| 011               | Czkawka                                           | Czkawka                                              | Hiccups                               |
| 012               | Rowery                                            | Rowery                                               | Bicycles                              |
| 013               | Tajemnice                                         | Sekret                                               | Secrets                               |
| 014               | Świnka mama pracuje                               | Mama Świnka w pracy                                  | Mummy Pig at Work                     |
| 015               | Piknik                                            | Piknik                                               | Picnic                                |
| 016               | Instrumenty muzyczne                              | Instrumenty muzyczne                                 | Musical Instruments                   |
| 017               | Żaby, robaki, motyle                              | Żaby, robaki i motyle                                | Frogs and Worms and Butterflies       |
| 018               | Przebieranki                                      | Przebieranki                                         | Dressing Up                           |
| 019               | Nowe buty                                         | Nowe buty                                            | New Shoes                             |
| 020               | Szkolny festyn                                    | Szkolny festyn                                       | The School Fete                       |
| 021               | Urodziny Mamy                                     | Urodziny Mamy Świnki                                 | Mummy Pig’s Birthday                  |
| 022               | Zębowa wróżka                                     | Zębowa wróżka                                        | The Tooth Fairy                       |
| 023               | Nowy samochód                                     | Nowy samochód                                        | The New Car                           |
| 024               | Skarb piratów                                     | Poszukiwacze skarbów                                 | Treasure Hunt                         |
| 025               | Chora Peppa                                       | Nie za dobrze                                        | Not Very Well                         |
| 026               | Śnieg                                             | Śnieg                                                | Snow                                  |
| 027               | Wichrowy zamek                                    | Zamek Wichrów                                        | Windy Castle                          |
| 028               | Kuzynka Karolina                                  | Moja kuzynka Chloé                                   | My Cousin Chloé                       |
| 029               | Naleśniki                                         | Naleśniki                                            | Pancakes                              |
| 030               | Niania                                            | Niania                                               | Babysitting                           |
| 031               | Lekcja tańca                                      | Lekcja tańca                                         | Ballet Lesson                         |
| 032               | Burza                                             | Błyskawica                                           | Thunderstorm                          |
| 033               | Mycie samochodu                                   | Mycie samochodu                                      | Cleaning The Car                      |
| 034               | Obiad                                             | Podwieczorek                                         | Lunch                                 |
| 035               | Biwak                                             | Kemping                                              | Camping                               |
| 036               | Śpiąca królewna                                   | Śpiąca królewna                                      | Sleepy Princess                       |
| 037               | Domek na drzewie                                  | Domek na drzewie                                     | The Tree House                        |
| 038               | Zabawa w przebieranie                             | Bal przebierańców                                    | Fancy Dress Party                     |
| 039               | Muzeum                                            | Muzeum                                               | The Museum                            |
| 040               | Upał                                              | Upalny dzień                                         | Very Hot Day                          |
| 041               | Teatrzyk kukiełkowy Karoliny                      | Kukiełki Chloé                                       | Chloé’s Puppet Show                   |
| 042               | Tata trzyma formę                                 | Tata łapie formę                                     | Daddy Gets Fit                        |
| 043               | Sprzątanie                                        | Porządki                                             | Tidying Up                            |
| 044               | Plac zabaw                                        | Plac zabaw                                           | The Playground                        |
| 045               | Tata wiesza zdjęcie                               | Tata zawiesza zdjęcie                                | Daddy Puts Up a Picture               |
| 046               | Na plaży                                          | Na plaży                                             | At The Beach                          |
| 047               | Pan Długonogi                                     | Pan Kościste Nóżki                                   | Mister Skinnylegs                     |
| 048               | Z Dziadkiem na łódce                              | Łódka Dziadka Świnki                                 | Granda Pig’s Boat                     |
| 049               | Zakupy                                            | Zakupy                                               | Shopping                              |
| 050               | Moje urodziny                                     | Moje przyjęcie urodzinowe                            | My Birthday Party                     |
| 051               | Nowa kamera Taty                                  | Kamera filmowa Taty                                  | Daddy’s Movie Camera                  |
| 052               | Przedstawienie                                    | Szkolne przedstawienie                               | School Play                           |
| SERIA DRUGA       |                                                   |                                                      |                                       |
| 053               | Bąbelki                                           | Bąbelki                                              | Bubbles                               |
| 054               | Słoniczka Emilka                                  | Emily Słoń                                           | Emily Elephant                        |
| 055               | Polly na wakacjach                                | Wakacje Polly                                        | Polly’s Holiday                       |
| 056               | Miś na pikniku                                    | Wychodne Teddy’ego                                   | Teddy’s Day Out                       |
| 057               | Tajemnicze sprawy                                 | Detektywi                                            | Mysteries                             |
| 058               | Kolega Jacka                                      | Przyjaciel George’a                                  | George’s Friend                       |
| 059               | Strach na wróble                                  | Strach na wróble                                     | Mr Scarecrow                          |
| 060               | Wietrzny, jesienny dzień                          | Wietrzny, jesienny dzień                             | Windy Autumn Day                      |
| 061               | Kapsuła dla przyszłych pokoleń                    | Kapsuła czasu                                        | The Time Capsule                      |
| 062               | Plażowe oczka                                     | Nad morzem                                           | Rock Pools                            |
| 063               | Recykling                                         | Segregowanie śmieci                                  | Recycling                             |
| 064               | Papierowe łódki                                   | Najlepsza łódka                                      | The Boat Pond                         |
| 065               | Korek                                             | Korek                                                | Traffic Jam                           |
| 066               | Dobranoc                                          | Pora spać                                            | Bedtime                               |
| 067               | Zawody sportowe                                   | Dzień sportu                                         | Sports Day                            |
| 068               | Okulary                                           | Badanie wzroku                                       | The Eye Test                          |
| 069               | Warsztat pana Psa Lewarka                         | Warsztat dziadka psa                                 | Granddad Dog’s Garage                 |
| 070               | Mgła                                              | Mglisty dzień                                        | Foggy Day                             |
| 071               | Kiermasz dobroczynny                              | Wyprzedaż staroci                                    | Jumble Sale                           |
| 072               | Basen                                             | Pływanie                                             | Swimming                              |
| 073               | Kto mieszka w ogrodzie                            | Małe zwierzątka                                      | Tiny Creatures                        |
| 074               | Biuro Taty                                        | Biuro Taty Świnki                                    | Daddy Pig’s Office                    |
| 075               | Wyspa piratów                                     | Wyspa piratów                                        | Pirate Island                         |
| 076               | Jacek jest przeziębiony                           | George się przeziębił                                | George Catches a Cold                 |
| 077               | Lot balonem                                       | Lot balonem                                          | The Balloon Ride                      |
| 078               | Urodziny Jacka                                    | Urodziny George’a                                    | George’s Birthday                     |
| 079               | Przyjaciel na niby                                | Niewidzialny przyjaciel                              | Pretend Friend                        |
| 080               | Malowanie                                         | Malowanie                                            | Painting                              |
| 081               | Mały pociąg Dziadka                               | Mały pociąg Dziadka                                  | Grandpa’s Little Train                |
| 082               | Maluszek                                          | Mała Świnka                                          | The Baby Piggy                        |
| 083               | Wycieczka rowerem                                 | Jazda na rowerze                                     | The Cycle Rid                         |
| 084               | Domek i Rycerski Zamek                            | Zamek                                                | Dens                                  |
| 085               | Hania i listy                                     | Zoe Zebra, córka listonosza                          | Zoe Zebra the Postman’s Daughter      |
| 086               | Zegar z kukułką                                   | Zegar z kukułką                                      | Cuckoo Clock                          |
| 087               | Lodowisko                                         | Lodowisko                                            | Ice Skating                           |
| 088               | Wysoka trawa                                      | Wysoka trawa                                         | The Long Grass                        |
| 089               | U dentysty                                        | Dentysta                                             | The Dentist                           |
| 090               | Wycieczka w góry                                  | Wycieczka szkolnym autobusem                         | School Bus Trip                       |
| 091               | Królik Rebeka                                     | Rebecca Królik                                       | Rebecca Rabbit                        |
| 092               | Tropem natury                                     | Wycieczka szlakiem natury                            | Nature Trail                          |
| 093               | Koleżanka z Francji                               | Listowy przyjaciel                                   | Pen Pal                               |
| 094               | Na strychu u Babci i Dziadka                      | Strych Babci i Dziadka Świnki                        | Granny and Grandpa’s Attic            |
| 095               | Kłótnia                                           | Kłótnia                                              | The Quarrel                           |
| 096               | Szafka na zabawki                                 | Szafka na zabawki                                    | The Toy Cupboard                      |
| 097               | Biwak w lesie                                     | Szkolny obóz                                         | School Camp                           |
| 098               | Kapitan Tata                                      | Kapitan Tatuś Świnka                                 | Captain Daddy Pig                     |
| 099               | Awaria prądu                                      | Brak prądu                                           | The Powercut                          |
| 100               | Gra w piłkę                                       | Skacząca piłeczka                                    | Bouncy Ball                           |
| 101               | Gwiazdy                                           | Gwiazdy                                              | Stars                                 |
| 102               | Urodziny Taty                                     | Urodziny Tatusia Świnki                              | Daddy Pig’s Birthday                  |
| 103               | Noc u Hani                                        | Nocowanie                                            | Sleepover                             |
| 104               | Mroźny zimowy dzień                               | Mroźny zimowy dzień                                  | Cold Winter Day                       |
| SERIA TRZECIA     |                                                   |                                                      |                                       |
| 105               |                                                   | Praca i zabawa                                       | Work and Play                         |
| 106               |                                                   | Tęcza                                                | The Rainbow                           |
| 107               |                                                   | Kaszel Pedra                                         | Pedro’s Cough                         |
| 108               |                                                   | Biblioteka                                           | The Library                           |
| 109               |                                                   | Samochód kempingowy                                  | The Camper Van                        |
| 110               |                                                   | Wakacje na kempingu                                  | Camping Holiday                       |
| 111               |                                                   | Kompost                                              | Compost                               |
| 112               |                                                   | Richard Królik przychodzi się pobawić                | Richard Rabbit Comes to Play          |
| 113               |                                                   | Bieg fundowany                                       | Fun Run                               |
| 114               |                                                   | Pranie                                               | Washing                               |
| 115               |                                                   | Polly i wyprawa łódką                                | Pollys Boat Trip                      |
| 116               |                                                   | Delfina Osiołek                                      | Delphine Donkey                       |
| 117               |                                                   | Straż pożarna                                        | The Fire Engine                       |
| 118               |                                                   | Księżniczka Peppa                                    | Princess Peppa                        |
| 119               |                                                   | Miś Teddy                                            | Teddy Playgroup                       |
| 120               |                                                   | Urodziny Danny’ego                                   | Danny’s Pirate Party                  |
| 121               |                                                   | Pan Ziemniak przybywa do miasta                      | Mr Potato Comes to Town               |
| 122               |                                                   | Podróż pociągiem                                     | The Train Ride                        |
| 123               |                                                   | Kurczęta Babci Świnki                                | Granny Pig’s Chickens                 |
| 124               |                                                   | Dzień talentu                                        | Talent Day                            |
| 125               |                                                   | Podróż na Księżyc                                    | A Trip to the Moon                    |
| 126               |                                                   | Dziadek na placu zabaw                               | Grandpa at the Playground             |
| 127               |                                                   | Złota rybka                                          | Goldie the Fish                       |
| 128               |                                                   | Wesołe miasteczko                                    | Funfair                               |
| 129               | Numery                                            | Liczby                                               | Numbers                               |
| 130               | Prace drogowe                                     | Roboty drogowe                                       | Digging Up The Road                   |
| 131               | Lis Freddy                                        | Lis Freddy                                           | Freddy Fox                            |
| 132               | Gwizdanie                                         | Gwizdanie                                            | Whistling                             |
| 133               | Żółw pani doktor Chomik                           | Żółw doktora Chomika                                 | Doctor Hamster’s Tortoise             |
| 134               | Słońce, morze i śnieg                             | Słońce, morze i śnieg                                | Sun, Sea and Snow                     |
| 135               | Komputer Dziadka Świnki                           | Komputer Dziadka Świnki                              | Grandpa Pig’s Computer                |
| 136               | Szpital                                           | Szpital                                              | Hospital                              |
| 137               | Wiosna                                            | Wiosna                                               | Spring                                |
| 138               | Śmigłowiec pani Królik                            | Helikopter pani Królik                               | Miss Rabbit’s Helicopter              |
| 139               | Mały Aleksander                                   | Mały Alexander                                       | Baby Alexander                        |
| 140               | Latarnia morska Dziadka Królika                   | Latarnia Dziadka Królika                             | Grampy Rabbit’s Lighthouse            |
| 141               | Pani Królik zostaje w domu                        | Dzień wolny Pani Królik                              | Miss Rabbit’s Day Off                 |
| 142               | Tajny klub                                        | Sekretny klub                                        | The Secret Club                       |
| 143               | Przystań Dziadka Królika                          | Przystań Dziadka Królika                             | Grampy Rabbit’s Boatyard              |
| 144               | Orkiestra Ram Pam Pam                             | Potrząsanie, grzechotanie i uderzanie                | Shake, Rattle and Bang                |
| 145               | Mistrz Tata Świnka                                | Mistrz Tata Świnka                                   | Champion Daddy Pig                    |
| 146               | Gaduła                                            | Gaduła                                               | Chatterbox                            |
| 147               | Ciężarówka Pana Lisa                              | Samochód Pana Lisa                                   | Mr Fox’s Van                          |
| 148               | Duzi przyjaciele Chloe                            | Duzi przyjaciele Chloe                               | Chloé’s Big Friends                   |
| 149               | Gimnastyka                                        | Lekcja gimnastyki                                    | Gym Class                             |
| 150               | Krzak jeżyny                                      | Krzew jeżynowy                                       | The Blackberry Bush                   |
| 151               | Garncarstwo                                       | Garncarstwo                                          | Pottery                               |
| 152               | Papierowe samoloty                                | Papierowe samoloty                                   | Paper Aeroplanes                      |
| 153               |                                                   | Urodziny Edmunda Słonia                              | Edmond Elephant’s Birthday            |
| 154               |                                                   | Największa na świecie kałuża błota                   | The Biggest Muddy Puddle in the World |
| 155               |                                                   | Grota Świętego Mikołaja                              | Santa’s Grotto                        |
| 156               |                                                   | Odwiedziny Mikołaja                                  | Santa’s Visit                         |
| SERIA CZWARTA     |                                                   |                                                      |                                       |
| 157               |                                                   | Ziemniaczane miasteczko                              | Potato City                           |
| 158               |                                                   | Nowy dom                                             | The New House                         |
| 159               |                                                   | Koszykówka                                           | Basketball                            |
| 160               |                                                   | Konik Złotogrzywy                                    | Horsey Twinkle Toes                   |
| 161               |                                                   | Niegrzeczny żółw                                     | Naughty Tortoise                      |
| 162               |                                                   | Sklep Pana Lisa                                      | Mr Fox’s Shop                         |
| 163               |                                                   | Cienie                                               | Shadows                               |
| 164               | Międzynarodowy Dzień Pokoju                       | Wesoły dzień                                         | International Day                     |
| 165               |                                                   | Gra na deszczowy dzień                               | The Rainy Day Game                    |
| 166               | Dzieci mamy Królik                                | Dzieci Mamy Królik                                   | Mummy Rabbit’s Bump                   |
| 167               |                                                   | Kowboj Pedro                                         | Pedro the Cowboy                      |
| 168               |                                                   | Ogród Peppy i Georga                                 | Peppa and George’s Garden             |
| 169               |                                                   | Latający weterynarz                                  | The Flying Vet                        |
| 170               |                                                   | Kylie Kangur                                         | Kylie Kangaroo                        |
| 171               |                                                   | Kapitan Pies                                         | Captain Daddy Dog                     |
| 172               |                                                   | Park dinozaurów Dziadka Królika                      | Grampy Rabbit’s Dinosaur Park         |
| 173               |                                                   | Bajka na dobranoc                                    | Bedtime Story                         |
| 174               |                                                   | Zgubione kluczyki                                    | Lost Keys                             |
| 175               |                                                   | Nowy dinozaur Georga                                 | George’s New Dinosaur                 |
| 176               |                                                   | Mały pociąg Dziadka Świnki                           | Grandpa Pig’s Train to the Rescue     |
| 177               |                                                   | Konkurs ulubieńców                                   | The Pet Competition                   |
| 178               |                                                   | Pajęcza sieć                                         | Spider Web                            |
| 179               |                                                   | Hałaśliwa noc                                        | The Noisy Night                       |
| 180               | Studnia życzeń                                    | Studnia marzeń                                       | The Wishing Well                      |
| 181               |                                                   | Świąteczne przedstawienie pana Ziemniaka             | Mr Potato’s Christmas Show            |
| 182               |                                                   | Pożegnalne przyjęcie Madame Gazelle                  | Madame Gazelle’s Leaving Party        |
| 183               |                                                   | Królowa                                              | The Queen                             |
| 184               |                                                   | Bezludna wyspa                                       | Desert Island                         |
| 185               |                                                   | Perfumy                                              | Perfume                               |
| 186               |                                                   | Festyn                                               | The Children’s Fete                   |
| 187               |                                                   | Akwarium                                             | The Aquarium                          |
| 188               |                                                   | Wyścigowy samochód Georga                            | George’s Racing Car                   |
| 189               |                                                   | Mała łódka                                           | The Little Boat                       |
| 190               |                                                   | Piaskownica                                          | The Sandpit                           |
| 191               |                                                   | Nocne zwierzęta                                      | Night Animals                         |
| 192               |                                                   | Lecimy na wakacje                                    | Flying on Holiday                     |
| 193               |                                                   | Pensjonat                                            | The Holiday House                     |
| 194               |                                                   | Wakacje pełne słońca                                 | Holiday in the Sun                    |
| 195               |                                                   | Koniec wakacji                                       | The End of the Holiday                |
| 196               |                                                   | Lustra                                               | Mirrors                               |
| 197               |                                                   | Pedro się spóźnia                                    | Pedro is Late                         |
| 198               |                                                   | Zabawy w ogrodzie                                    | Garden Games                          |
| 199               |                                                   | Na jeziorze                                          | Going Boating                         |
| 200               |                                                   | Pan Byk w sklepie z porcelaną                        | Mr Bull in a China Shop               |
| 201               |                                                   | Owoce                                                | Fruit                                 |
| 202               |                                                   | Balon Georga                                         | George’s Balloon                      |
| 203               |                                                   | Cyrk Peppy                                           | Peppa’s Circus                        |
| 204               |                                                   | Fontanna życzeń                                      | The Fish Pond                         |
| 205               |                                                   | Śnieżna góra                                         | Snowy Mountain                        |
| 206               |                                                   | Dziadek Królik w kosmosie                            | Grampy Rabbit in Space                |
| 207               |                                                   | Dawno temu                                           | The Olden Days                        |
| 208               |                                                   | Skarb piratów                                        | Pirate Treasure                       |
| ODCINEK SPECJALNY |                                                   |                                                      |                                       |
| S1                |                                                   | Święta u Peppy                                       | Peppa’s Christmas                     |